# Свеавеген
Свеавеген (швед. Sveavägen) — улица в районах Васастан и Норрмальм в центре Стокгольма; одна из главных улиц города. Название официально утверждено в 1885 году. Начинается от площади Сергельсторг и далее следует в северо-западном направлении до площади Свеаплан, где изгибается почти под прямым углом и следует до площади Норртулль. Улица длиной около 2500 метров, считается одной из самых оживлённых в Швеции. В связи со строительством нового района Хагастаден планируется завершение улицы круговым перекрёстком.

## История
В прошлом имела разные названия, длину и ширину. Самое раннее из известных названий — Рослагсгатан относится к середине XVII века, но вскоре оно было изменено на Бадстугатан, или Большой Бадстугатан. На рубеже XVII–XVIII веков улица называлась Крутбреннаргатан.
Согласно преданию король Швеции Густав III планировал провести здесь широкую улицу от Королевского дворца в Стокгольме до Великого дворца Хага (не путать с дворцом Хага) в Бруннсвикен. Вероятно проект улицы был разработан ещё архитектором Жаном де ла Валле в XVII веке.
В 1864–1866 годах по заказу городского совета архитектором Альбертом Линдхагеном был разработан проект строительства здесь широкой улицы, которая должна была стать главной дорожной артерией города. Она должна была проходить с юга от площади Густава Адольфа на север в Беллевуэпаркен до современной площади Свеаплан. В несколько измененном виде окончательный план улицы был утверждён в 1878 году.
В 1897 году в сторону улицы Уденгатан через Свеавеген был построен мост Свеабрун. По проекту главного архитектора города Альберта Лилиенберга планировалось продление Свеавеген на юг по мосту Норрбру. В 1945 году было принято решение установить начало улицы к северу от площади Брункебергсторг на новой площади, получившей название Сергельсторг. Тогда же было запланировано строительство туннеля Кларатуннельн через площадь Тегельбаккен к мосту Сентральбрун.

### Убийство Улофа Пальме
Улица приобрела печальную известность тем, что на ней 28 февраля 1986 года был убит шведский премьер-министр Улоф Пальме. На месте убийства установлена мемориальная плита. После трагедии западная часть улицы Туннельгатан, идущая от перекрёстка со Свеавеген, на котором и произошло убийство, была переименована в улицу Улофа Пальме.

## Некоторые здания на улице
№ 65 Стокгольмская школа экономики.
№ 68 Штаб-квартира Социал-демократической партии Швеции.
Частично на улице находятся Стокгольмская общественная библиотека и церковь Адольфа Фредерика.

## Станции метро
- Хёторгет.
- Родмансгатан.